# Lucio Manlio Patruino
Lucio Manlio Patruino (en latín Lucius Manlius Patruinus) fue un senador romano del siglo I, que desarrolló su carrera bajo Nerón y Vespasiano. 

## Carrera política
Su único cargo conocido fue el de consul suffectus entre septiembre y diciembre de 75.